# أبي فراي
أبي فراي (بالإنجليزية: Abi Fry)‏ هي عازفة كمان ‏ بريطانية، ولدت في 28 نوفمبر 1986.

## وصلات خارجية
- أبي فراي على موقع ميوزك برينز (الإنجليزية)
- أبي فراي على موقع ديسكوغز (الإنجليزية)